# 合志市立合志小学校
合志市立合志小学校（こうししりつ こうししょうがっこう）は、熊本県合志市にある公立小学校。

## 概要
1960年 、豊岡小学校、竹迫小学校、栄小学校が統合して合志村立合志小学校として開校。1966年4月、合志村が町制施行により合志町立合志小学校と改称。2006年2月27日、合志町・西合志町が合併し合志市の発足に伴い、合志市立合志小学校に改称する。

## 沿革
- 1960年 - 豊岡小学校、竹迫小学校、栄小学校が統合して合志村立合志小学校として開校
- 1964年 - 群分校廃校
- 1966年4月1日 - 合志町立合志小学校と改称
- 1976年 - 恵楓園分校休校
- 1978年4月1日 - 合志南小を分離
- 1994年 - 恵楓園分校廃校
- 2006年2月27日 - 合志市の発足に伴い、合志市立合志小学校に改称

### 竹迫小学校
- 1874年 - 上町の厳照寺内に心通学舎開校
- 1887年 - 豊岡校を支校とする
- 1890年9月10日 - 栄支校開校
- 1892年7月22日 - 豊岡支校、栄支校が独立
- 1907年 - 竹迫尋常高等小学校と改称
- 1908年 - 竹迫尋常小学校と改称
- 1941年 - 竹迫国民学校と改称
- 1947年 - 合志村立竹迫小学校と改称

### 豊岡小学校
- 1874年 - 豊岡校を原口の民家に創立
- 1879年 - 原口の真教寺に校舎移転
- 1886年 - 群分教場開校
- 1887年 - 竹迫校の支校となる
- 1892年7月22日 - 豊岡尋常小学校として独立
- 1901年 - 群分教場再び開校
- 1907年 - 豊岡尋常高等小学校と改称
- 1908年 - 豊岡尋常小学校と改称
- 1941年 - 豊岡国民学校と改称
- 1947年 - 合志村立豊岡小学校と改称
- 1949年 - 恵楓園分校設置

### 栄小学校
- 1890年9月10日 - 竹迫小学校栄支校として開校
- 1892年7月22日 - 栄尋常小学校として独立
- 1907年 - 栄尋常高等小学校と改称
- 1908年 - 栄尋常小学校と改称
- 1941年 - 栄国民学校と改称
- 1947年 - 合志村立栄小学校と改称

## 通学区域
- 出分、新古閑、上古閑、御領、野付、新迫、日向、上町、横 町、下町、竹迫住宅、二子、油古閑、上庄、原口、原口下、平島、鹿水、中林、後川辺、栄温泉団地、新栄温泉団地、山下団地、栄住宅、合志中央団地[1]

## 進学先中学校
- 合志市立合志中学校[1]

## 周辺
- 合志市学校給食センター
- 竹迫日吉神社